# Juan de Zamora (siglo XVII)

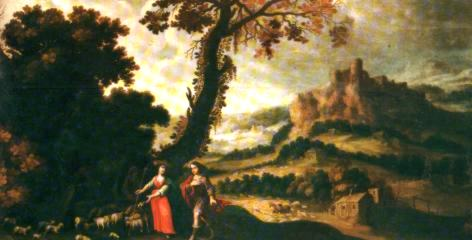
Jacob y Raquel en el pozo, óleo sobre lienzo, Sevilla, Palacio Arzobispal.

Juan de Zamora (fl. 1647-1671), fue un pintor barroco español activo en Sevilla, especializado en la pintura de paisajes.

## Biografía
Según Ceán Bermúdez en 1647 residía junto al convento de San Basilio en Sevilla, donde era muy apreciado por sus países pintados al «gusto flamenco». Una serie de dieciséis paisajes con asuntos bíblicos, desde la creación del mundo y el pecado de Adán, pintó por encargo del cardenal Agustín Spínola, arzobispo de Sevilla entre 1645 y 1649, con destino al salón superior del Palacio Arzobispal, donde aún se conservan, siendo las únicas obras que se conocen firmadas de su mano. Consta también que de 1664 a 1671 concurrió y contribuyó a los gastos de sostenimiento de la célebre Academia de dibujo de Sevilla.
Entre las obras atribuidas cabe mencionar una serie de paisajes con la historia de David guardada, en pésimo estado de conservación, en el Museo de Bellas Artes de Córdoba, donde ingresó procedente del convento de carmelitas descalzos de la misma ciudad.